# Elisabeth Dorothea von Wiser

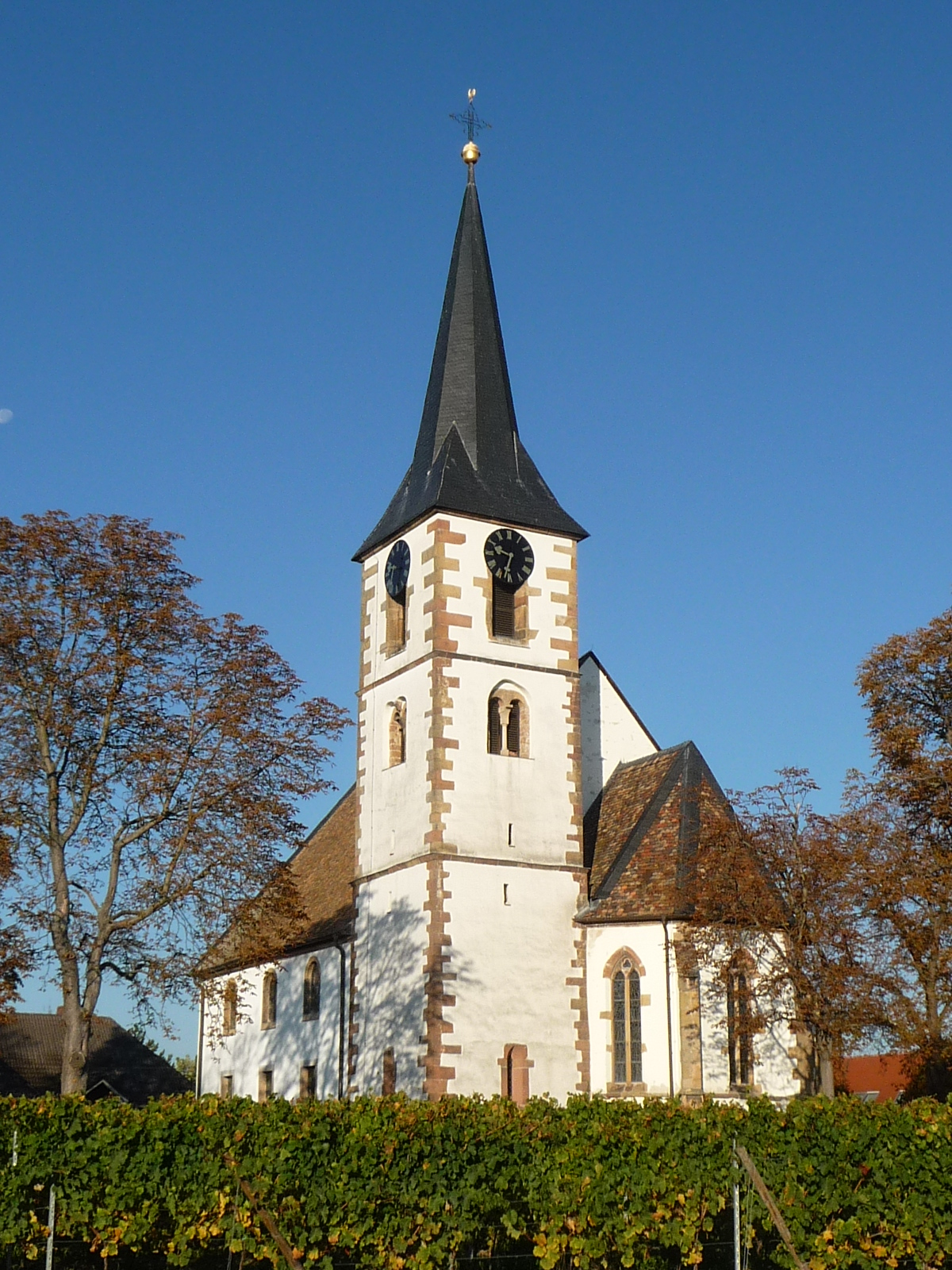
Protestantische Kirche Friedelsheim, Grabstätte Elisabeth Dorotheas von Wiser

Elisabeth Dorothea von Wiser (* 12. Dezember 1718 in London; † 8. Februar 1771 in Friedelsheim) war eine pfälzische Gräfin, Grundherrin und Wohltäterin des  Dorfes Friedelsheim.

## Herkunft
Sie war die Tochter des preußischen Generals bzw. Ministers Christoph Martin von Degenfeld-Schomberg und über ihre Mutter Maria von Schomberg (1692–1762), Tochter des Generals Meinhard von Schomberg (1641–1719) und der Raugräfin Karoline Elisabeth (1659–1696),  gleichzeitig eine Urenkelin des Kurfürsten Karl I. Ludwig von der Pfalz.

## Leben

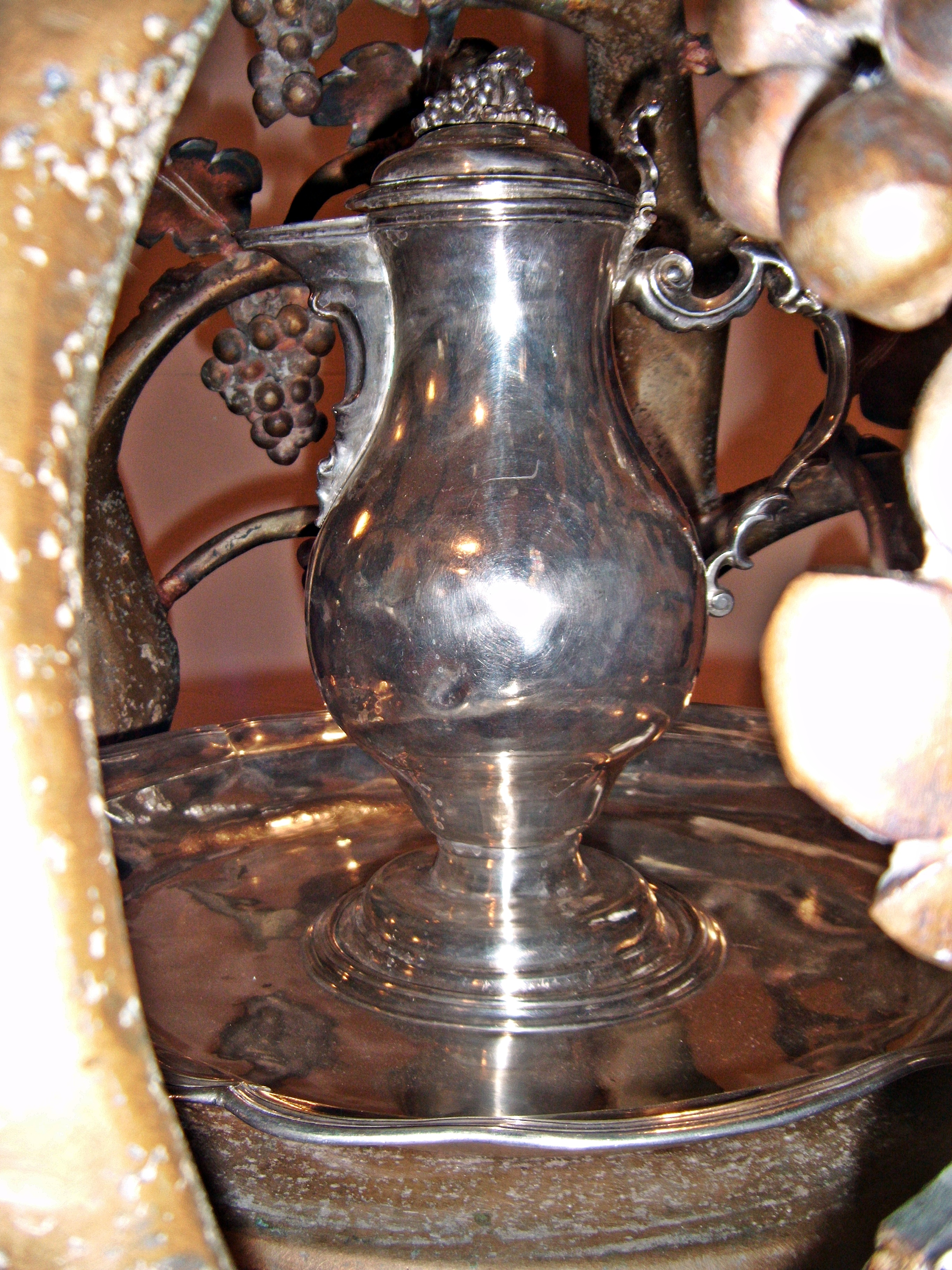
Taufgarnitur der Gräfin von Wiser, 1770

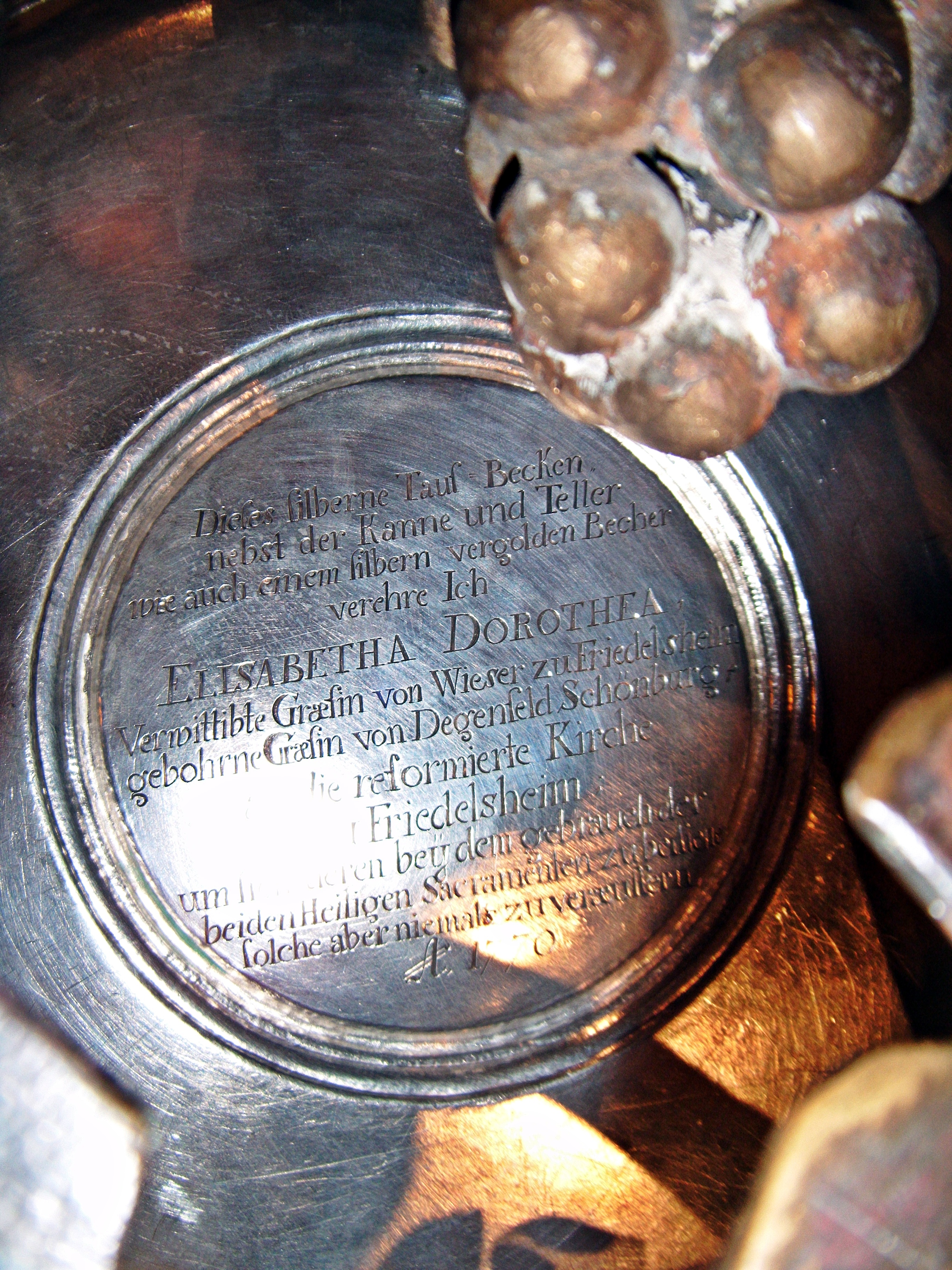
Taufschale der Gräfin von Wiser, Widmungsinschrift

Nach den Hausgesetzen ihrer streng reformierten Familie durften die Kinder nur protestantisch heiraten bzw. nur ebensolche Partner ehelichen. Dennoch begann Elisabeth Dorothea eine Liaison mit dem katholischen Grafen Carl Joseph von Wiser, einem kurpfälzischen Oberst, Geheimrat und Kammerherr. Er war der Sohn des Franz Joseph von Wiser (1679–1755), des kurpfälzischen Hofvizekanzlers und Oberamtmanns in Kaiserslautern, Neustadt an der Weinstraße und Heidelberg. Nach dem Tod seines Vaters erbte Carl Joseph 1758 das Dorf und das halbe Schloss Friedelsheim. Um ihren Bräutigam heiraten zu können, floh Elisabeth Dorothea von Degenfeld-Schomberg, unter Mithilfe des eingeweihten Stallmeisters Holtzmann, eines Regimentskameraden ihres zukünftigen Mannes, in der Nacht vom 11. zum 12. Mai 1751 aus dem elterlichen Haus in Heidelberg. In Mannheim traf sie mit Carl Joseph von Wiser zusammen und beide flüchteten ins Kloster Oggersheim, wo sie sich noch am gleichen Morgen von einem Pater trauen ließen. Mit dieser unerlaubten Liebesheirat stand die elterliche Familie vor vollendeten Tatsachen.
Ihr Vater versucht daraufhin, sie zu enterben. Als Mitgift standen ihr ursprünglich 40.000 Gulden zu. Drei Jahre lang führte das Ehepaar Wiser Prozesse um dieses Geld. Schließlich bestätigte das Kurpfälzische Hofgericht in Mannheim die Rechtmäßigkeit der Ansprüche, unter Androhung der Enteignung Degenfeldschen Landbesitzes. Daraufhin wandte sich der Vater hilfesuchend an den König von England. Der Streit eskalierte letztlich zum Politikum zwischen protestantischem und katholischem Adel. Am Ende stand ein Kompromiss, bei dem es Christoph Martin von Degenfeld-Schomberg gelang, wenigstens sein Gesicht zu wahren. Die Tochter Elisabeth Dorothea von Wiser unterwarf sich der elterlichen Gnade, gestand „ihren Ungehorsam und begangene Fehler“ und erhielt schließlich unter Verzicht jeglicher weiterer Forderungen, „allein aus elterlicher Gnade“ eine Abfindung in Höhe von 30.000 Gulden.
Ab 1758 lebte das Ehepaar als Schloss- und Ortsherrschaft in Friedelsheim. Die Verbindung soll glücklich und harmonisch gewesen sein, blieb aber ohne Nachkommen.
Carl Joseph von Wiser starb am 14. April 1770 im Alter von 46 Jahren und wurde im Elterngrab, in der katholischen Karmeliterkirche Heidelberg beigesetzt. Seine Witwe überlebte ihn ein knappes Jahr und starb am 8. Februar 1771 auf Schloss Friedelsheim. Nach wie vor reformierten Glaubens, setzte man sie in einer Gruft unter dem Chor der Protestantischen Kirche Friedelsheim bei. Deren Gemeinde hatte sie 1770 eine silberne Taufgarnitur geschenkt, mit der Auflage, sie nie zu veräußern. Dies ist auch in der Widmungsinschrift auf dem Boden der Taufschale so festgehalten. Das Taufgeschirr steht heute sichtbar im Chor der Kirche, über ihrem Grab. Es befindet sich in einem durchbrochenen Metallschrein, der auf einer Sandsteinstele montiert ist. Dieser moderne „Taufstein“ ist ein Werk des Pfälzer Künstlers Gernot Rumpf.
Testamentarisch vermachte Elisabeth Dorothea von Wiser jeweils 50 Gulden der reformierten, der lutherischen und der katholischen Gemeinde in Friedelsheim. Überdies verfügte sie eine Stiftung in Höhe von 500 Gulden zugunsten der reformierten Gemeinde. Davon sollten 300 Gulden so angelegt werden, dass aus dem jährlichen Zinsertrag ein Schulmeister bezahlt werden könne, von den Zinsen der restlichen 200 Gulden solle die Instandhaltung des Schulhauses erfolgen. Falls zukünftig ein neues Schulhaus nötig würde, dürften auch diese 200 Gulden dafür verwendet werden. Weitere 1200 Gulden hinterließ sie der reformierten Pfarrei, aus deren Zinsertrag das örtliche Pfarrergehalt aufgestockt werden sollte. Schloss und Ortsherrschaft Friedelsheim fielen nach ihrem Tod an den Neffen ihres Gatten, Joseph Johann von Wiser (1764–1840).